# Hyalopecten frigidus
Hyalopecten frigidus är en musselart som först beskrevs av Jensen 1912.  Hyalopecten frigidus ingår i släktet Hyalopecten och familjen kammusslor. Inga underarter finns listade i Catalogue of Life.